# John Gavin Bone
John Gavin „Jackie“ Bone (* 17. September 1914 in Milngavie; † 23. Juni 1983 in Glasgow) war ein schottischer Radrennfahrer und nationaler Meister im Radsport.

## Sportliche Laufbahn
Bone war im Straßenradsport aktiv. Im Alter von 19 Jahren begann er im Verein „Glasgow United C.C.“ mit dem Radsport und gewann im März 1934 sein erstes Rennen, ein Einzelzeitfahren.
1936 startete er bei den Olympischen Sommerspielen in Berlin für Großbritannien. Im olympischen Straßenrennen kam er nicht ins Ziel. Die britische Mannschaft mit John Gavin Bone, Charles Holland, Alick Bevan und Bill Messer kam nicht in die Mannschaftswertung.
1935 wurde er als bester Allrounder Schottlands geehrt und wurde auch schottischer Meister im Straßenrennen. Beim Manx International auf der Isle of Man, dem damals bedeutendsten internationalen Eintagesrennen in Großbritannien, stand Bone zweimal auf dem Podium, 1936 wurde er Dritter und 1937 Zweiter. 1938 wurde er Dritter der britischen Meisterschaft im Straßenrennen. Danach wurde er für die Straßenradsport-Weltmeisterschaften nominiert. Bones größten Erfolg hatte er jedoch im Juni 1937, als er seinen Teamkameraden bei den Olympischen Spielen Alick Bevan beim prestigeträchtigen 17½-Meilen-Sunday-Pictorial-Rennen im Alexandra Palace um fast drei Minuten schlug.